# 郑州日报
《郑州日报》，于1949年7月1日创刊，目前是中共郑州市委的机关报，由郑州日报社出版发行，现隶属于郑州报业集团。
该报自称其办报宗旨为：以马列主义、毛泽东思想、邓小平理论和“三个代表”重要思想为指导，坚持政治家办报原则，当好党和人民的喉舌，认真宣传贯彻党的路线、方针、政策，服务广大读者，成为党和政府联系广大人民群众的桥梁和纽带。 
2018年，报纸入选2017年全国百强报纸推荐名单。